# Phrynus pulchripes
Espèce
Synonymes
- Tarantula pulchripes Pocock, 1894
- Hemiphrynus corderoi Mello-Leitao, 1946

Phrynus pulchripes est une espèce d'amblypyges de la famille des Phrynidae.

## Distribution
Cette espèce se rencontre en Colombie, au Venezuela, à Aruba, à Curaçao, à Bonaire et à la Trinité,.

## Description
L'holotype mesure 17 mm.
Le mâle décrit par Quintero en 1981 mesure 16,8 mm.

## Publication originale
- Pocock, 1894 : Notes on the Pedipalpi of the family Tarantulidae contained in the collection of the British Museum. Annals and Magazine of Natural History, sér. 6, vol. 14, p. 273-298 (texte intégral).